# Ian Harvey (chính khách)
Lieutenant-Colonel Ian Douglas Harvey RA (25 tháng 1 năm 1914 – 10 tháng 1 năm 1987) là một doanh nhân và chính khách người Anh, phục vụ như một thành viên Bảo thủ của Quốc hội và bộ trưởng cơ sở cho đến khi ông từ chức năm 1958.
Sự nghiệp chính trị đầy hứa hẹn của ông kết thúc trong sự ô nhục khi ông bị bắt gặp quan hệ tình dục với một Guardsman trong St James's Park.

## Ấn phẩm
- Harvey, Ian (1971). To Fall Like Lucifer. London: Sidgwick & Jackson. ISBN 0-283-48463-2.